# Territori d'oltremare britannici

Territori d'oltremare britannici

I territori d'oltremare britannici (in inglese British Overseas Territories), detti anche territori d'oltremare del Regno Unito, sono quattordici entità territoriali sparse per il globo che si trovano sotto la sovranità del Regno Unito.

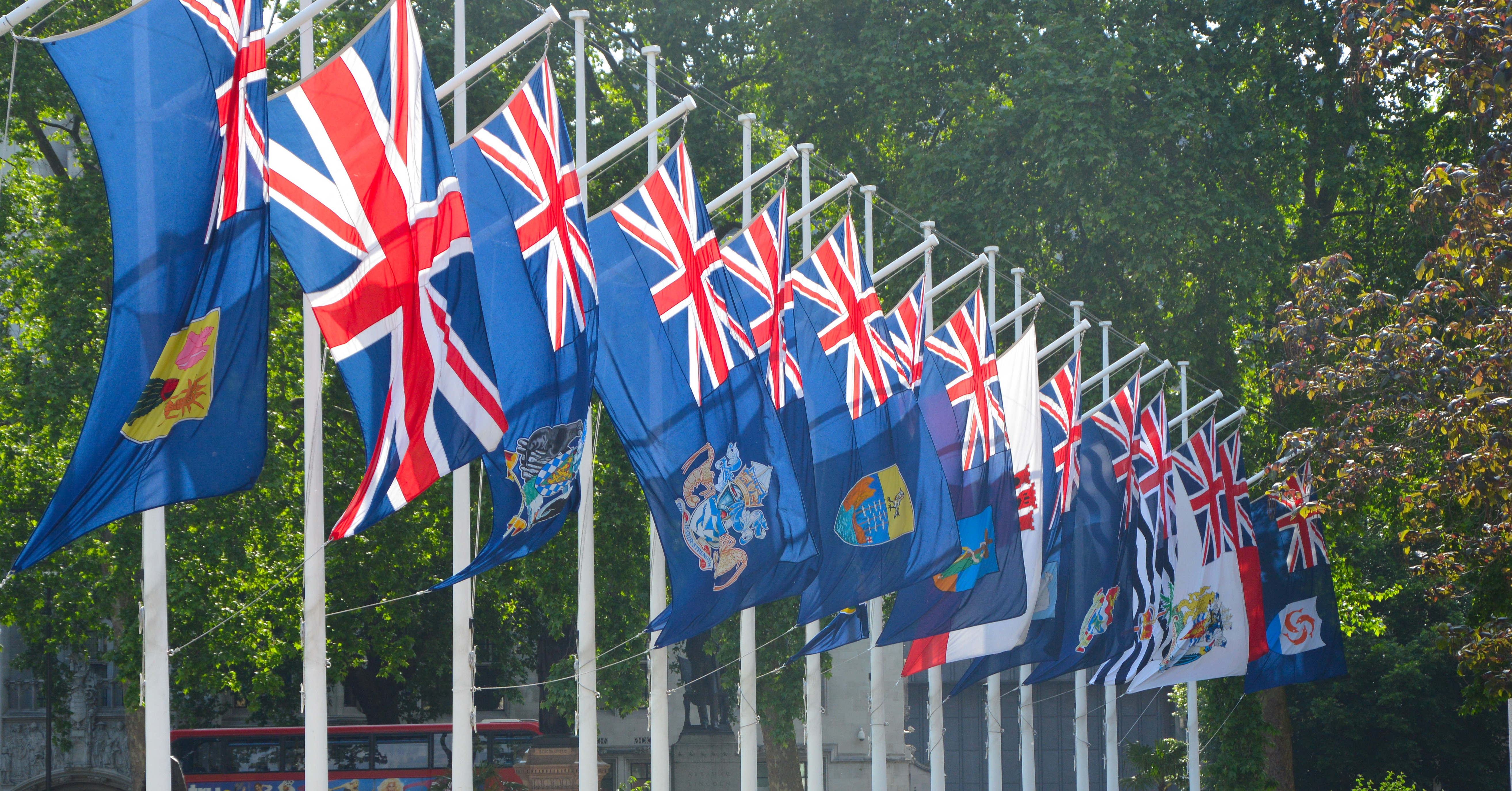
Bandiere dei territori d'oltremare britannici in Parliament Square, Città di Westminster

## Descrizione
Di piccole dimensioni e principalmente costituiti da arcipelaghi e zone insulari, essi sono quelle parti dell'ex Impero britannico che non hanno acquisito l'indipendenza, o che, contrariamente ai reami del Commonwealth, sono rimaste dipendenze britanniche. Pur avendo ognuno la propria leadership locale, essi condividono il sovrano britannico come capo di Stato: il re Carlo III.

## Storia
Prima del 1º gennaio 1983 i territori erano ufficialmente denominati come in inglese Crown Colonies, "colonie della corona". 
La denominazione in inglese British Overseas Territory è stata introdotta con il British Overseas Territories Act, una legge del 2002, che ha sostituito il nome in inglese British Dependent Territory, "Territorio dipendente britannico", precedentemente introdotto dal British Nationality Act nel 1981.
Il 22 maggio 2025 il Regno Unito ha firmato un trattato che prevede la cessione dell'arcipelago alle Mauritius, mantenendo il controllo della base militare di Diego Garcia pagando un affitto annuo alle Mauritius.

## Demografia
Con le eccezioni del Territorio Antartico Britannico, della Georgia del Sud e Isole Sandwich Australi (che ospitano solo funzionari e agenti delle stazioni di ricerca) e del Territorio Britannico dell'Oceano Indiano (usato come base militare), tutti i territori hanno una popolazione civile permanente.

## Elenco dei territori d'oltremare britannici
| Nº     | Bandiera | Stemma | Territorio                                     | Posizione               | Motto                               | Area             | Popolazione       | Capitale                             | Governatore                | Primo ministro                     |
| ------ | -------- | ------ | ---------------------------------------------- | ----------------------- | ----------------------------------- | ---------------- | ----------------- | ------------------------------------ | -------------------------- | ---------------------------------- |
| 1      |          |        | Anguilla                                       | Caraibi                 | Strength and Endurance              | 102 km²          | 12 800            | The Valley                           | Dileeni Daniel-Selvaratnam | Ellis Webster                      |
| 2      |          |        | Bermuda                                        | Oceano Atlantico        | Quo fata ferunt                     | 58,8 km²         | 64 482            | Hamilton                             | Rena Lalgie                | Edward David Burt                  |
| 3      |          |        | Territorio Antartico Britannico                | Antartide               | Research and discovery              | 1 709 400 km²    | 200 scienziati    | Rothera (base principale)            | Peter Hayes (commissario)  | Henry Burgess (amministratore)     |
| 4      |          |        | Territorio Britannico dell'Oceano Indiano      | Oceano Indiano          | In tutela nostra Limuria            | 60 km²           | 3 200 militari    | Diego Garcia (base militare)         | Paul Candler (commissario) | Kit Pyman (amministratore)         |
| 5      |          |        | Isole Vergini Britanniche                      | Caraibi                 | Vigilate                            | 153 km²          | 21 730            | Road Town                            | John Rankin                | Natalio Wheatley                   |
| 6      |          |        | Isole Cayman                                   | Caraibi                 | He hath founded it upon the seas    | 260 km²          | 46 600            | George Town                          | Martyn Roper               | Wayne Panton                       |
| 7      |          |        | Isole Falkland                                 | Oceano Atlantico        | Desire the right                    | 12 173 km²       | 2 967             | Stanley                              | Nigel Phillips             | Andy Keeling (amministratore)      |
| 8      |          |        | Gibilterra                                     | Penisola iberica        | Nulli expugnabilis hosti            | 6,8 km²          | 27 776            | Gibilterra                           | Ed Davis                   | Fabian Picardo                     |
| 9      |          |        | Montserrat                                     | Caraibi                 | Each Endeavouring, All Achieving    | 102 km²          | 5 215             | Plymouth (de iure) Brades (de facto) | Andrew John Pearce         | Donaldson Romeo                    |
| 10     |          |        | Isole Pitcairn                                 | Oceano Pacifico         | Dieu et mon droit                   | 47 km²           | 56                | Adamstown                            | Laura Clarke               | Shawn Christian (sindaco)          |
| 11     |          |        | Sant'Elena, Ascensione e Tristan da Cunha      | Oceano Atlantico        | Loyal and unshakeable               | 409 km²          | 6 563             | Jamestown                            | Lisa Phillips              | Tariq Ahmad                        |
| 12     |          |        | Georgia del Sud e Isole Sandwich Australi      | Oceano Atlantico        | Leo terram propriam protegat        | 3 903 km²        | 11–26 scienziati  | King Edward Point/Grytviken          |                            | Colin Roberts (commissario)        |
| 13     |          |        | Area delle Basi Sovrane di Akrotiri e Dhekelia | Mar Mediterraneo(Cipro) | Dieu et mon droit                   | 254 km²          | 15 000 (militari) | Episkopi Cantonment                  |                            | James Illingworth (amministratore) |
| 14     |          |        | Turks e Caicos                                 | Caraibi                 | One people, one nation, one destiny | 417 km²          | 36 605            | Cockburn Town                        | John Freeman               | Rufus Ewing                        |
| Totale | Totale   | Totale | Totale                                         | Totale                  | Totale                              | 1.727.345,60 km² | 243.220           |                                      |                            |                                    |

## Valute
| Territorio | Valuta                        | Autorità rilasciante                 |
| --- | ----------------------------- | ------------------------------------ |
| - Territorio Antartico Britannico - Tristan da Cunha (Sant'Elena) - Georgia del Sud e isole Sandwich meridionali | Sterlina britannica           | Banca d'Inghilterra                  |
| - Isole Falkland                                                                                                 | Sterlina delle Falkland       | Governo delle Isole Falkland         |
| - Gibilterra | Sterlina di Gibilterra        | Governo di Gibilterra                |
| - Sant'Elena - Isola di Ascensione                                                                               | Sterlina di Sant'Elena        | Governo di Sant'Elena                |
| - Territorio britannico dell'Oceano Indiano - Isole Vergini britanniche - Turks e Caicos                         | Dollaro statunitense          | Federal Reserve System               |
| - Anguilla - Montserrat                                                                                          | Dollaro dei Caraibi Orientali | Banca centrale dei Caraibi orientali |
| - Bermuda | Dollaro di Bermuda            | Autorità monetaria di Bermuda        |
| - Isole Cayman                                                                                                   | Dollaro delle Cayman          | Autorità monetaria delle Cayman      |
| - Isole Pitcairn                                                                                                 | Dollaro neozelandese          | Banca centrale della Nuova Zelanda   |
| - Akrotiri e Dhekelia                                                                                            | Euro                          | Banca centrale europea               |

## Biodiversità

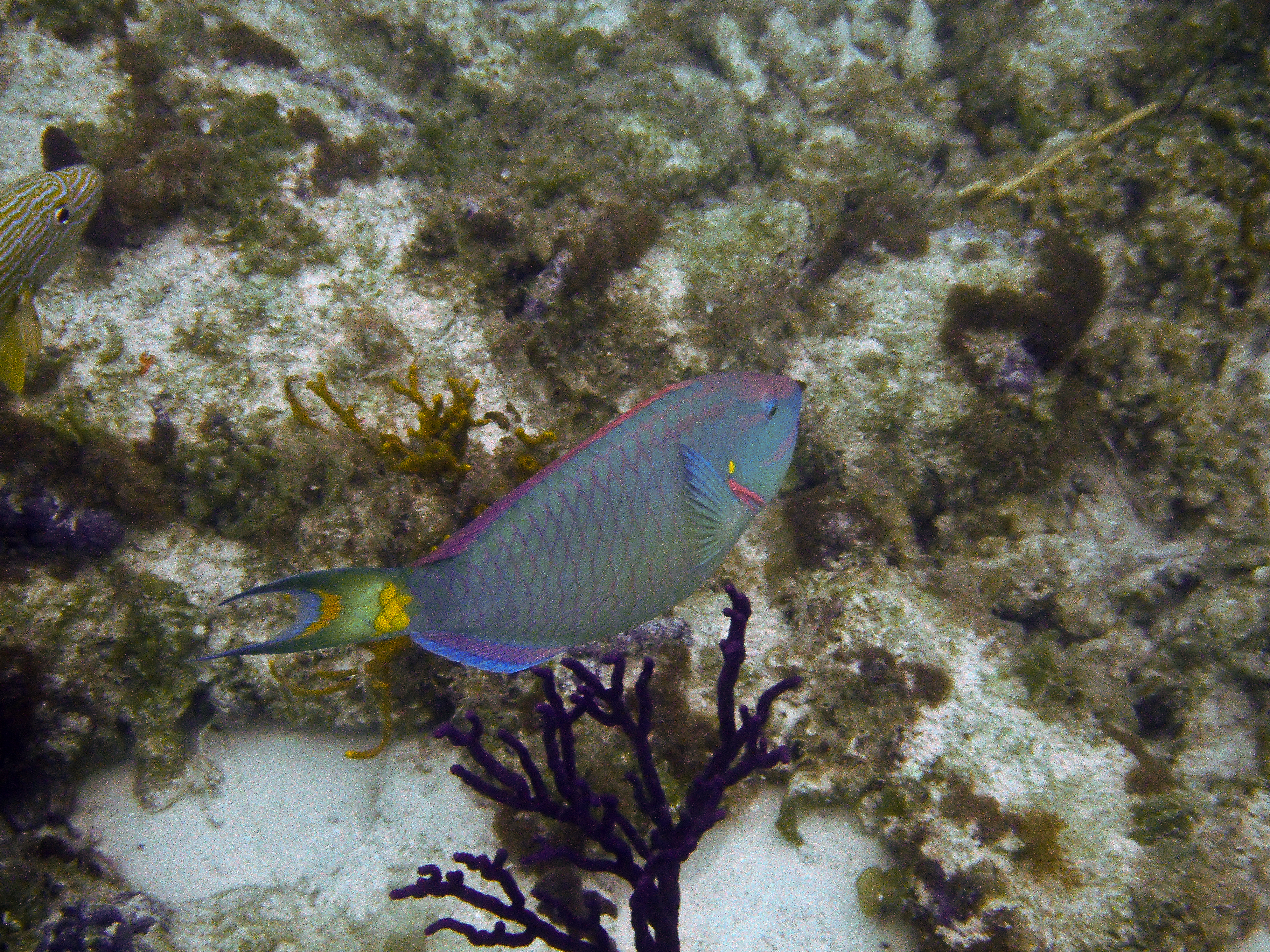
Specie di pesce pappagallo a Providenciales, Turks e Caicos
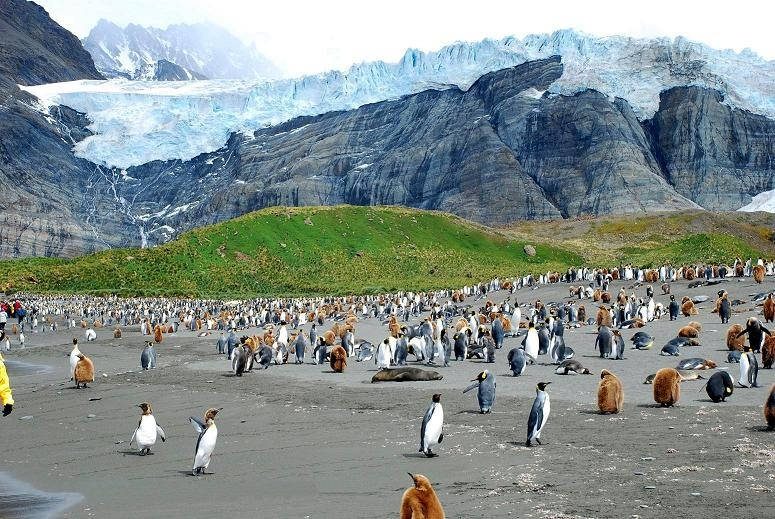
Pinguini nella Georgia del Sud, 2010.
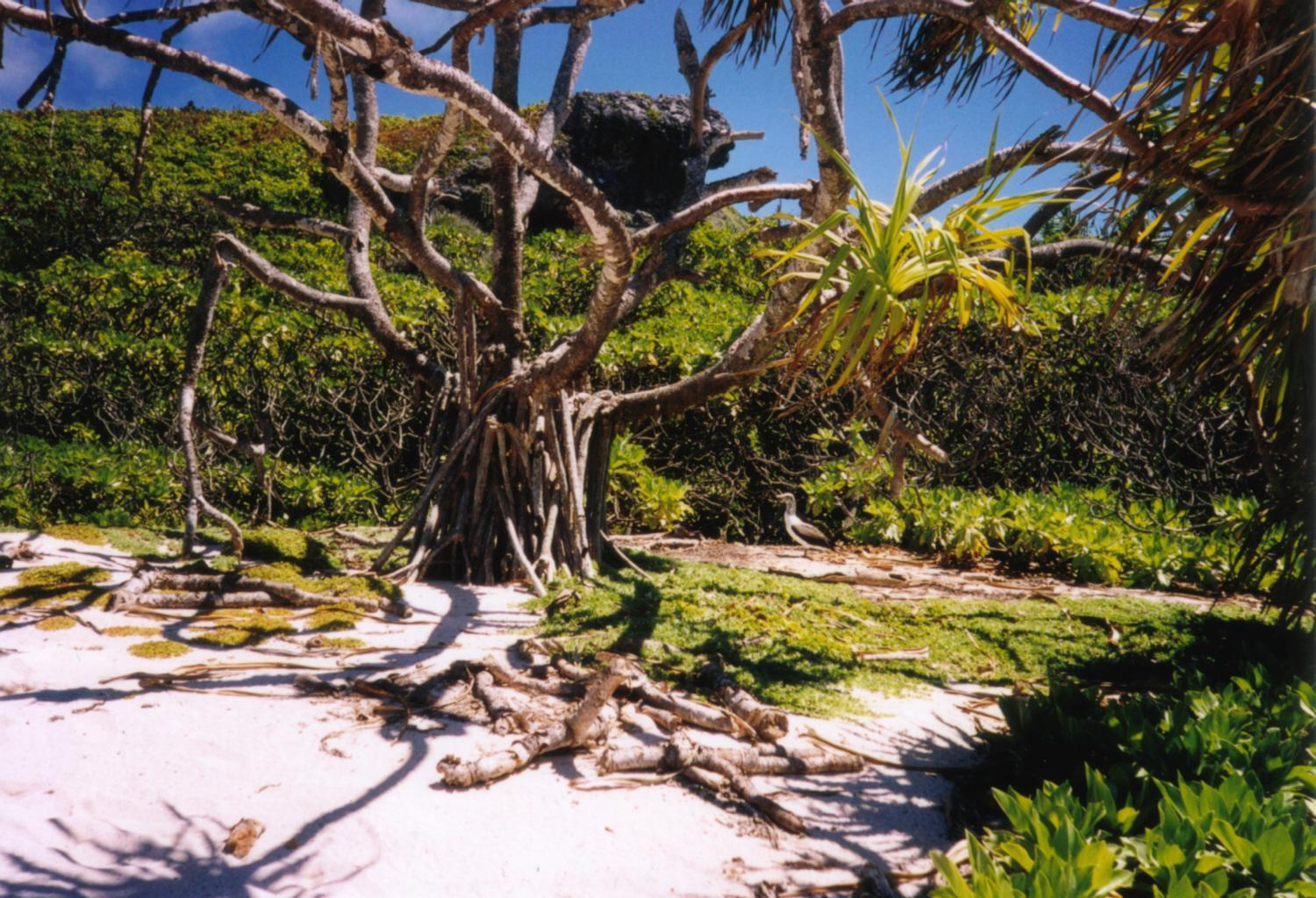
Vista dell'isola di Henderson, nelle Pitcairn
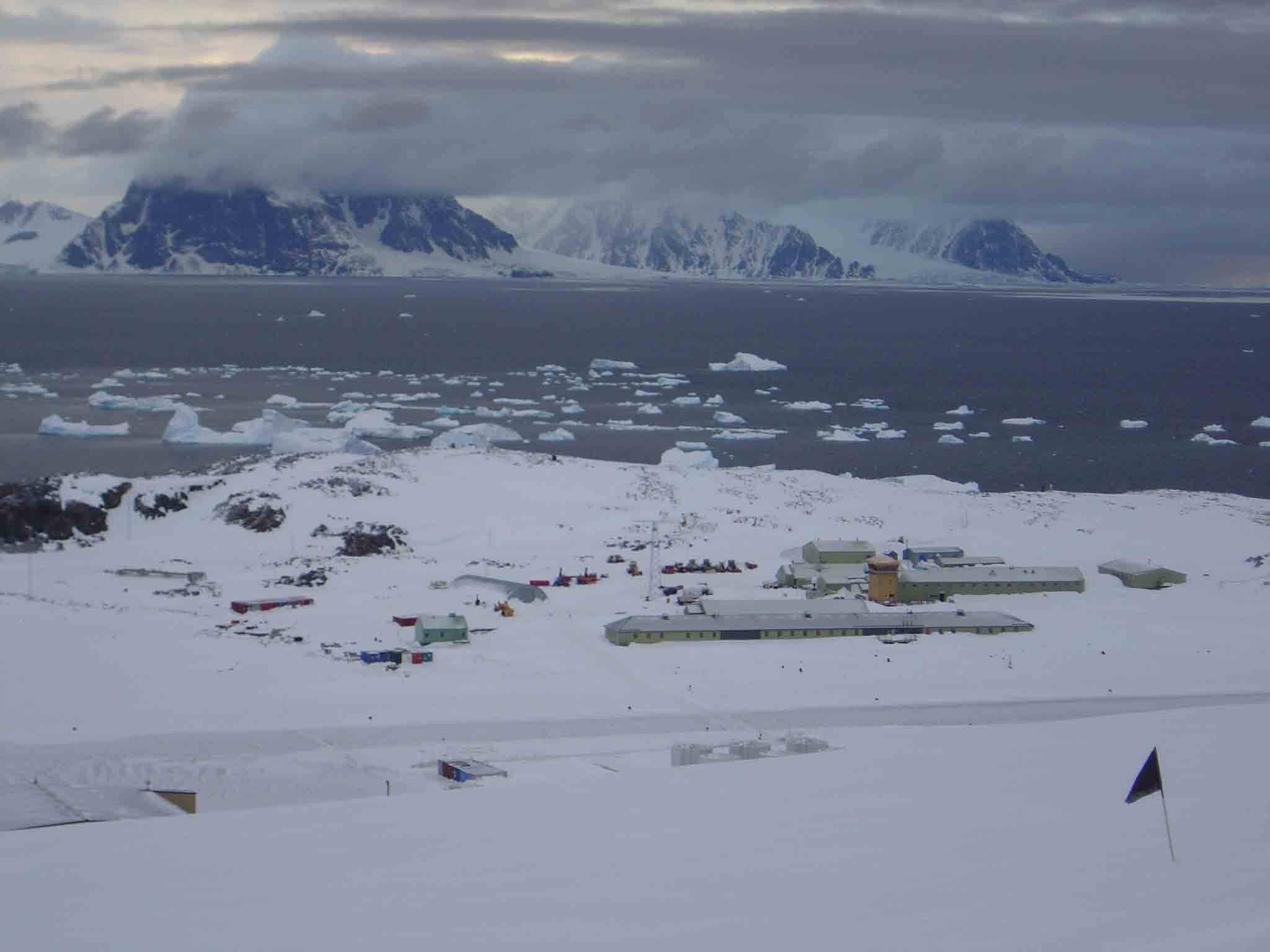
Base Rothera.